# Billboard Hot 100 cuối năm 2013
Dưới đây là danh sách các bài hát có mặt trong bảng xếp hạng Billboard Hot 100 Year-End 2013 của Hoa Kỳ.

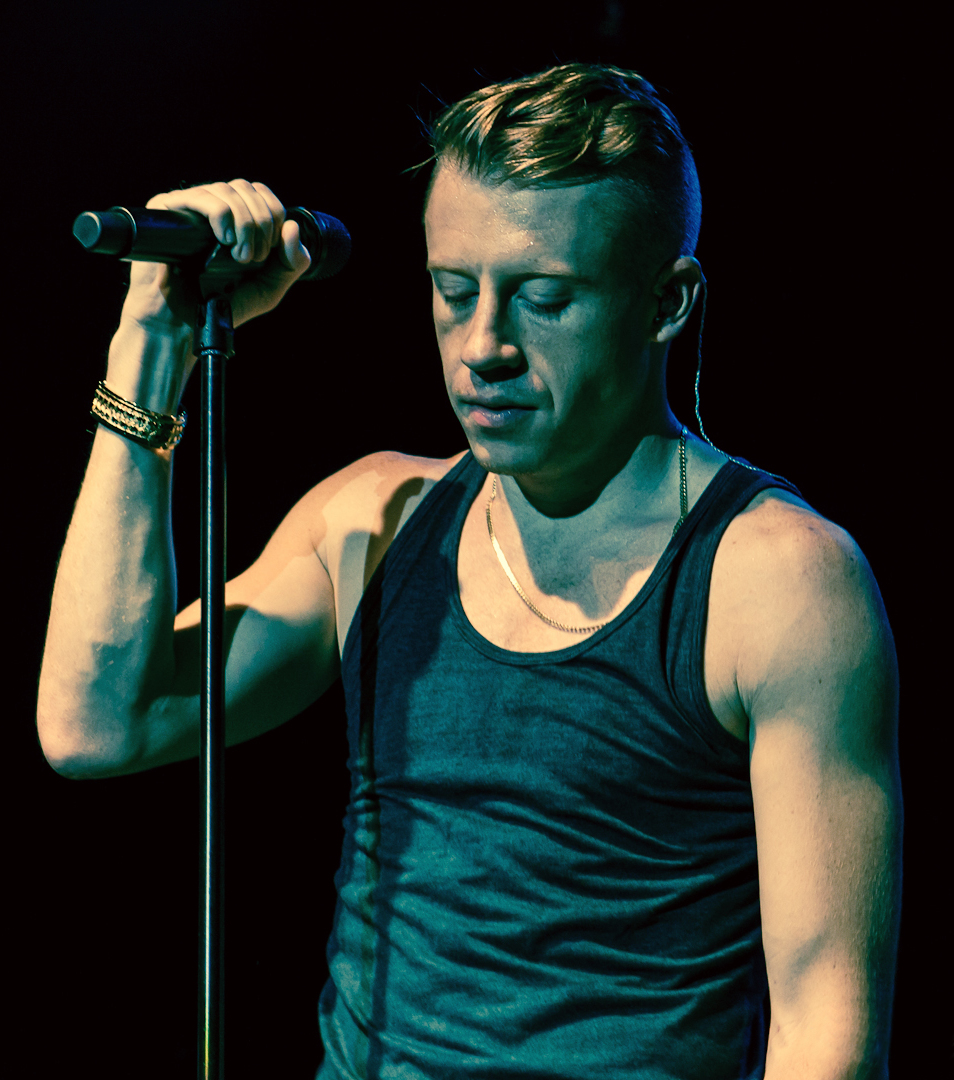
"Thrift Shop" của rapper Macklemore và nhà sản xuất Ryan Lewis hợp tác với Wanz đứng vị trí #1 trong bảng xếp hạng. Nó đã đứng đầu Billboard Hot 100 trong 6 tuần liên tiếp

.

## Danh sách bài hát

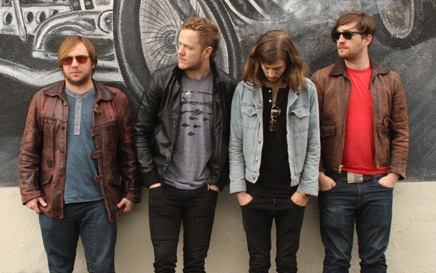
Ban nhạc Indie Imagine Dragons có 3 bài hát trong danh sách, một trong số đó là "Radioactive", đứng ở #3.

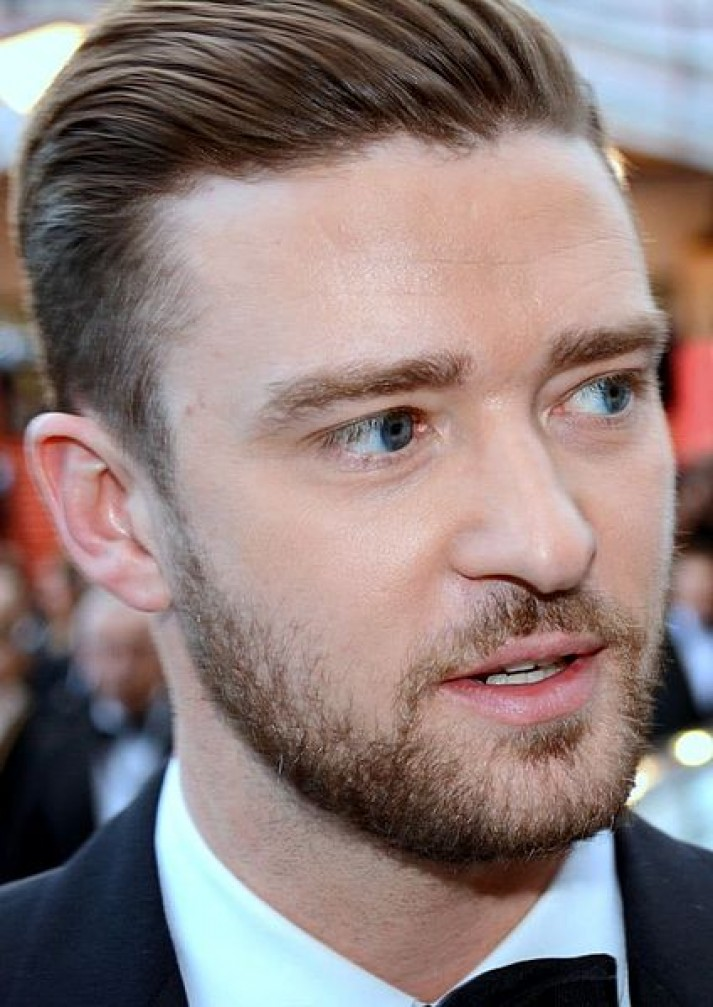
Justin Timberlake có 3 đĩa đơn ở Top 25, 2 trong số đó là của chính anh, với "Mirrors" tại #6 và "Suit & Tie" tại #20.

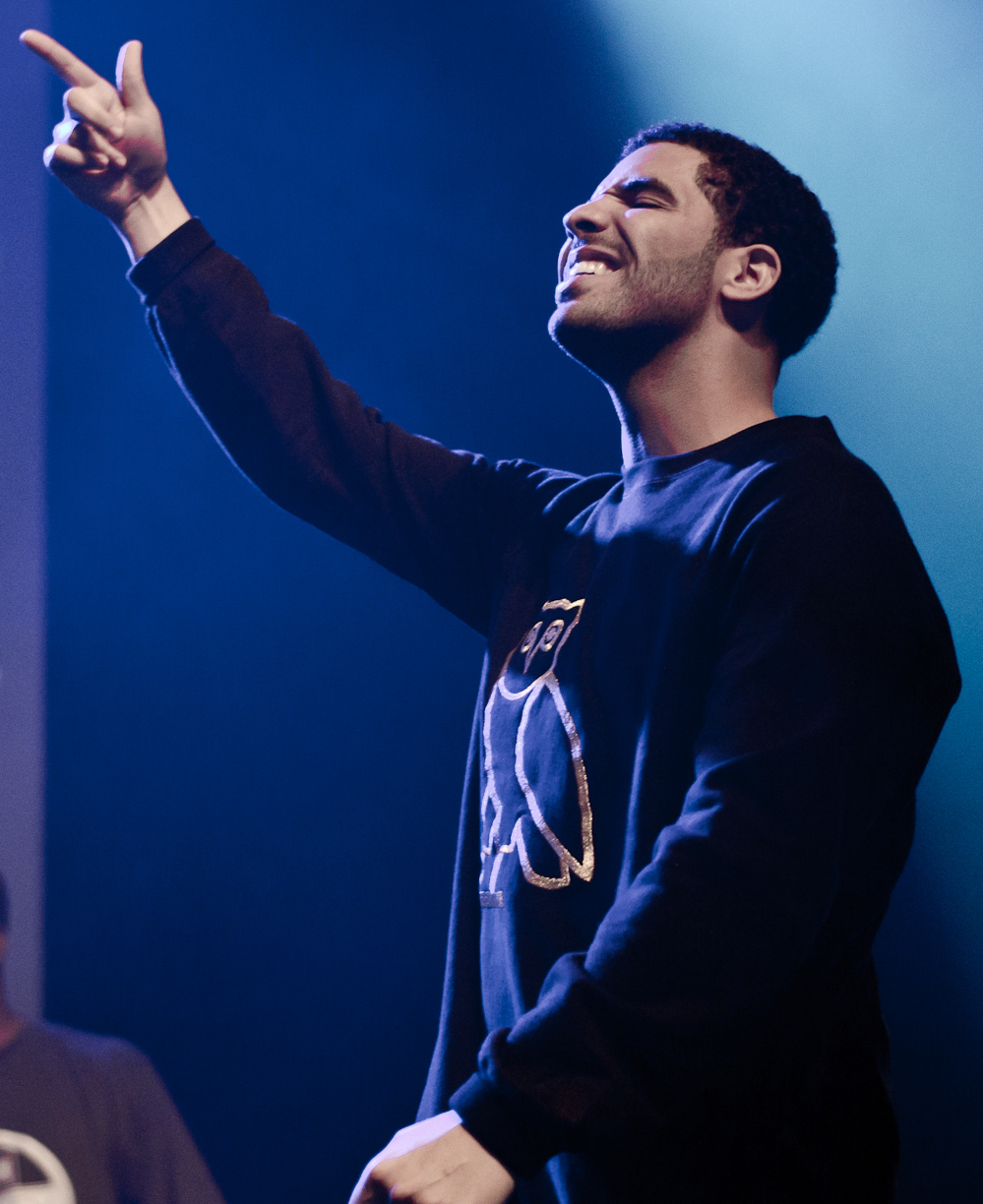
Drake có 4 đĩa đơn trong Top 50. 2 trong số đó là của chính anh, với "Started From the Bottom" tại #32 và "Hold On, We're Going Home" tại #34, và hai bài hát hợp tác, với "Love Me" của Lil Wayne tại #39 và "Fuckin' Problems" của ASAP Rocky tại #41.

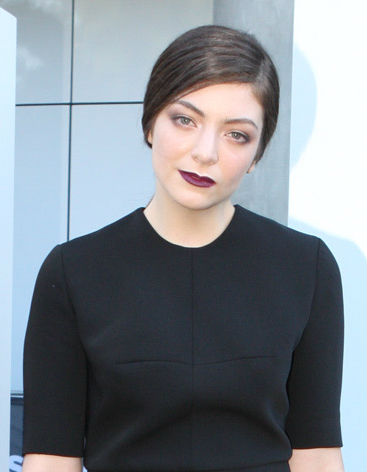
"Royals" của Lorde đứng #15 khi đứng ở vị trí thứ 1 tại Hot 100 trong 9 tuần, khiến cô trở thành nghệ sĩ trẻ nhất đứng #1 BXH, sau Tiffany và bài hát "I Think We're Alone Now".

| Vị trí | Tên bài hát                                            | Nghệ sĩ                                                  |
| ------ | ------------------------------------------------------ | -------------------------------------------------------- |
| 1      | "Thrift Shop"                                          | Macklemore và Ryan Lewis hợp tác với Wanz                |
| 2      | "Blurred Lines"                                        | Robin Thicke hợp tác với T.I. và Pharrell Williams       |
| 3      | "Radioactive"                                          | Imagine Dragons                                          |
| 4      | "Harlem Shake"                                         | Baauer                                                   |
| 5      | "Can't Hold Us"                                        | Macklemore và Ryan Lewis hợp tác với Ray Dalton          |
| 6      | "Mirrors"                                              | Justin Timberlake                                        |
| 7      | "Just Give Me a Reason"                                | Pink hợp tác với Nate Ruess                              |
| 8      | "When I Was Your Man"                                  | Bruno Mars                                               |
| 9      | "Cruise"                                               | Florida Georgia Line hợp tác với Nelly                   |
| 10     | "Roar"                                                 | Katy Perry                                               |
| 11     | "Locked Out of Heaven"                                 | Bruno Mars                                               |
| 12     | "Ho Hey"                                               | The Lumineers                                            |
| 13     | "Stay"                                                 | Rihanna hợp tác với Mikky Ekko                           |
| 14     | "Get Lucky"                                            | Daft Punk hợp tác với Pharrell Williams                  |
| 15     | "Royals"                                               | Lorde                                                    |
| 16     | "I Knew You Were Trouble"                              | Taylor Swift                                             |
| 17     | "We Can't Stop"                                        | Miley Cyrus                                              |
| 18     | "Wrecking Ball"                                        | Miley Cyrus                                              |
| 19     | "Wake Me Up!"                                          | Avicii                                                   |
| 20     | "Suit & Tie"                                           | Justin Timberlake hợp tác với Jay-Z                      |
| 21     | "Cups"                                                 | Anna Kendrick                                            |
| 22     | "Holy Grail"                                           | Jay Z hợp tác với Justin Timberlake                      |
| 23     | "Scream & Shout"                                       | will.i.am hợp tác với Britney Spears                     |
| 24     | "Clarity"                                              | Zedd hợp tác với Foxes                                   |
| 25     | "Sail"                                                 | AWOLNATION                                               |
| 26     | "Don't You Worry Child"                                | Swedish House Mafia hợp tác với John Martin              |
| 27     | "Diamonds"                                             | Rihanna                                                  |
| 28     | "I Love It"                                            | Icona Pop hợp tác với Charli XCX                         |
| 29     | "Safe and Sound"                                       | Capital Cities                                           |
| 30     | "Treasure"                                             | Bruno Mars                                               |
| 31     | "The Way"                                              | Ariana Grande hợp tác với Mac Miller                     |
| 32     | "Started from the Bottom"                              | Drake                                                    |
| 33     | "Come & Get It"                                        | Selena Gomez                                             |
| 34     | "Hold On, We're Going Home"                            | Drake hợp tác với Majid Jordan                           |
| 35     | "Daylight"                                             | Maroon 5                                                 |
| 36     | "Feel This Moment"                                     | Pitbull hợp tác với Christina Aguilera                   |
| 37     | "Applause"                                             | Lady Gaga                                                |
| 38     | "One More Night"                                       | Maroon 5                                                 |
| 39     | "Love Me"                                              | Lil Wayne hợp tác với Drake và Future                    |
| 40     | "My Songs Know What You Did in the Dark (Light Em Up)" | Fall Out Boy                                             |
| 41     | "Fuckin' Problems"                                     | ASAP Rocky hợp tác với Drake, 2 Chainz và Kendrick Lamar |
| 42     | "Beauty and a Beat"                                    | Justin Bieber hợp tác với Nicki Minaj                    |
| 43     | "Same Love"                                            | Macklemore và Ryan Lewis hợp tác với Mary Lambert        |
| 44     | "Sweet Nothing"                                        | Calvin Harris hợp tác với Florence Welch                 |
| 45     | "Summertime Sadness"                                   | Lana Del Rey và Cédric Gervais                           |
| 46     | "Home"                                                 | Phillip Phillips                                         |
| 47     | "It's Time"                                            | Imagine Dragons                                          |
| 48     | "Power Trip"                                           | J. Cole hợp tác với Miguel                               |
| 49     | "Girl on Fire"                                         | Alicia Keys                                              |
| 50     | "Heart Attack"                                         | Demi Lovato                                              |
| 51     | "Love Somebody"                                        | Maroon 5                                                 |
| 52     | "I Will Wait"                                          | Mumford & Sons                                           |
| 53     | "Try"                                                  | Pink                                                     |
| 54     | "Wagon Wheel"                                          | Darius Rucker                                            |
| 55     | "Gangnam Style"                                        | PSY                                                      |
| 56     | "I Need Your Love"                                     | Calvin Harris hợp tác với Ellie Goulding                 |
| 57     | "Die Young"                                            | Ke$ha                                                    |
| 58     | "Some Nights"                                          | fun.                                                     |
| 59     | "Bad"                                                  | Wale hợp tác với Tiara Thomas                            |
| 60     | "Boys 'Round Here"                                     | Blake Shelton hợp tác với Pistol Annies và Friends       |
| 61     | "Gone, Gone, Gone"                                     | Phillip Phillips                                         |
| 62     | "Demons"                                               | Imagine Dragons                                          |
| 63     | "Counting Stars"                                       | OneRepublic                                              |
| 64     | "I Cry"                                                | Flo Rida                                                 |
| 65     | "Little Talks"                                         | Of Monsters and Men                                      |
| 66     | "The Other Side"                                       | Jason Derulo                                             |
| 67     | "Berzerk"                                              | Eminem                                                   |
| 68     | "Catch My Breath"                                      | Kelly Clarkson                                           |
| 69     | "Crash My Party"                                       | Luke Bryan                                               |
| 70     | "Pour It Up"                                           | Rihanna                                                  |
| 71     | "22"                                                   | Taylor Swift                                             |
| 72     | "I Want Crazy"                                         | Hunter Hayes                                             |
| 73     | "The Fox (What Does the Fox Say?)"                     | Ylvis                                                    |
| 74     | "Best Song Ever"                                       | One Direction                                            |
| 75     | "The A Team"                                           | Ed Sheeran                                               |
| 76     | "Carry On"                                             | fun.                                                     |
| 77     | "Highway Don't Care"                                   | Tim McGraw hợp tác với Taylor Swift và Keith Urban       |
| 78     | "That's My Kind of Night"                              | Luke Bryan                                               |
| 79     | "Swimming Pools (Drank)"                               | Kendrick Lamar                                           |
| 80     | "Sure Be Cool If You Did"                              | Blake Shelton                                            |
| 81     | "#Beautiful"                                           | Mariah Carey hợp tác với Miguel                          |
| 82     | "Troublemaker"                                         | Olly Murs hợp tác với Flo Rida                           |
| 83     | "Body Party"                                           | Ciara                                                    |
| 84     | "Adorn"                                                | Miguel                                                   |
| 85     | "Hall of Fame"                                         | The Script hợp tác với will.i.am                         |
| 86     | "Let Me Love You (Until You Learn to Love Yourself)"   | Ne-Yo                                                    |
| 87     | "U.O.E.N.O."                                           | Rocko hợp tác với Future và Rick Ross                    |
| 88     | "Next to Me"                                           | Emeli Sandé                                              |
| 89     | "Mama's Broken Heart"                                  | Miranda Lambert                                          |
| 90     | "It Goes Like This"                                    | Thomas Rhett                                             |
| 91     | "Bugatti"                                              | Ace Hood hợp tác với Future và Rick Ross                 |
| 92     | "Wanted"                                               | Hunter Hayes                                             |
| 93     | "Downtown"                                             | Lady Antebellum                                          |
| 94     | "Get Your Shine On"                                    | Florida Georgia Line                                     |
| 95     | "#thatPower"                                           | will.i.am hợp tác với Justin Bieber                      |
| 96     | "Brave"                                                | Sara Bareilles                                           |
| 97     | "Let Her Go"                                           | Passenger                                                |
| 98     | "Runnin' Outta Moonlight"                              | Randy Houser                                             |
| 99     | "I'm Different"                                        | 2 Chainz                                                 |
| 100    | "Still Into You"                                       | Paramore                                                 |